# Istithmar
Istithmar é um fundo soberano dos Emirados Árabes Unidos.